# 日本農林規格等に関する法律
日本農林規格等に関する法律（にほんのうりんきかくかとうにかんするほうりつ、昭和25年5月11日法律第175号）は、日本農林規格（JAS規格《ジャスきかく》）の制定、保護の仕組みや認定機関・飲食料品以外の農林物資の品質表示などに関する日本の法律である。一般には、JAS法（ジャスほう）と呼ばれる。
所管官庁は、農林水産省および消費者庁。前者は主にJAS規格の規格基準等の策定を担当し、後者はJAS規格品以外、いわば「食品」全般の表示基準を担当する。

## 法律の目的とその変遷
同法の前身は、指定農林物資検査法（昭和23年法律第210号）である。
戦後の民主主義高揚の中で、強制検査であった指定農林物資検査法から、任意検査を基調とした農林物資規格法（昭和25年法律第175号）へと移行した。
この農林物資規格法の目的規定が1970年（昭和45年）に一部改正（昭和45年法律第92号）され、併せて題名が農林物資の規格化及び品質表示の適正化に関する法律に改められた。
当時の目的は、「(1)適正かつ合理的な農林物資の規格を制定し、これを普及させることによつて、農林物資の品質の改善、生産の合理化、取引の単純公正化及び使用又は消費の合理化を図るとともに、(2)農林物資の品質に関する適正な表示を行なわせることによつて一般消費者の選択に資し、もつて農林物資の生産及び流通の円滑化、消費者の需要に即した農業生産等の振興並びに消費者の利益の保護に寄与すること」（1条）とされていた。
したがって、当時の目的は、大別して2つあった。1つは上記(1)に該当するJAS規格の制定等であり、これは、1970年改正以前の農林物資規格法を受け継いだものであった。そして、2つ目は上記(2)に該当する品質表示等の適正化であり、名称、原材料、期限表示など、いわゆる「一括表示事項」と呼ばれる項目の記載方法を定めるものであった。これは1970年改正時に追加された。
前者はJAS規格品のみを対象とするが、後者は農林物資（酒類並びに医薬品医療機器等法に規定する医薬品、医薬部外品等を除く）、すなわち「食品」全般を対象とした。
2009年（平成21年）4月、食材偽装問題で議員立法により産地偽装防止のために直罰規定を設けるなどの改正がされたが、その改正は不正競争防止法に屋上屋を架す無意味な行為であることが指摘されている。実際にも、2011年8月現在まで直罰が執行された事例はない。
制定後、農林水産省が所管していたが、2009年（平成21年）9月の消費者庁設置以降、両省庁の共管（平成21年法律第49号）となった。
2015年（平成27年）4月1日に、JAS法、食品衛生法、健康増進法のうち食品表示に関する部分を整理・統合した食品表示法の施行に伴い、食品の表示基準の策定などに関する規定が削除され、題名が農林物資の規格化等に関する法律に改題された。
これに伴って、目的も「適正かつ合理的な農林物資の規格を制定し、これを普及させることによつて、農林物資の品質の改善、生産の合理化、取引の単純公正化及び使用又は消費の合理化を図るとともに、飲食料品以外の農林物資の品質に関する適正な表示を行わせることによつて、食品表示法（平成二十五年法律第七十号）による措置と相まつて、一般消費者の選択に資し、もつて農林物資の生産及び流通の円滑化、消費者の需要に即した農業生産等の振興並びに消費者の利益の保護に寄与すること」（1条。太字は改正前から追加）と改められた。
取引の円滑化、ひいては、輸出力の強化に資するよう、JASを戦略的に制定・活用できる枠組みを整備し、JASの国際化の推進を図るため、JASの対象はモノ（農林水産物・食品）の品質に限定されていたものを、モノの「生産方法」（プロセス）、「取扱方法」（サービス等）、「試験方法」などにも拡大する等の改正を行う農林物資の規格化等に関する法律及び独立行政法人農林水産消費安全技術センター法の一部を改正する法律（平成29年法律第70号）が2018年（平成30年）4月1日に施行に施行され題名が日本農林規格等に関する法律に改題された。題名改正の理由は、JASの対象が「モノ」以外に拡大することをによる。この改正により目的も「農林水産分野において適正かつ合理的な規格を制定し、適正な認証及び試験等の実施を確保するとともに、飲食料品以外の農林物資の品質表示の適正化の措置を講ずることにより、農林物資の品質の改善並びに生産、販売その他の取扱いの合理化及び高度化並びに農林物資に関する取引の円滑化及び一般消費者の合理的な選択の機会の拡大を図り、もって農林水産業及びその関連産業の健全な発展と一般消費者の利益の保護に寄与すること」に改正された。

## 構成
- 第1章　総則（第1条・第2条）
- 第2章　日本農林規格の制定（第3条―第9条）
- 第3章　日本農林規格による格付等
  - 第1節　格付（第10条―第12条）
  - 第2節　適合の表示（第16条―第17条の15）
  - 第3節　登録認証機関（第14条―第29条）
  - 第4節　外国における格付（第30条―第32条）
  - 第5節　外国における適合の表示（第33条）
  - 第6節　登録外国認定機関（第34条―第36条）
  - 第7節　格付の表示等の保護（第37条―第41条）
- 第3章　日本農林規格による試験等
  - 第1節　試験等（第42条―第52条）
  - 第2節　外国における試験等（第53条―第56条）
  - 第3節　登録標章の保護（第57条・第58条）
- 第5章　飲食料品以外の農林物資の品質表示等の適正化（第59条―第64条）
- 第6章　雑則（第65条―第75条）
- 第7章　罰則（第76条―第83条）
- 附則